# AZUMI (漫画)
『AZUMI』（アズミ）は、小山ゆうによる日本の漫画。同作者の漫画『あずみ』の続編にあたる。

## 概要
『ビッグコミックスペリオール』（小学館）にて、2009年1月9日から2014年2月28日まで連載された。
前作は「第1部・完」として終了しているが、本作品はその「第2部」なわけではなく、パラレルワールドの物語と作者の小山は述べている。
舞台は江戸時代初期であった前作に対して幕末へと変わり、従って主人公・あずみは前作の主人公とは、年齢や容姿や生い立ちなどの設定はよく似ているものの別人であると思われ、小山も2人のあずみは切り離して考えていると述べている。
豪商三井が抱える凄腕の女刺客・あずみとその双子の兄妹で御家人の向駿介の二人を通して幕末期の動乱を描いた内容となっている。
小山の作画（原作は武田鉄矢）による幕末を舞台にした旧作『お〜い!竜馬』とのクロスオーバー作品となっており、幕末の偉人たちが多数登場する。小山は、『お〜い!竜馬』で描いたことと矛盾しない方向で話をすすめていることを、MAG・ネット内で語っている。ただし、武田鉄矢は本作品には原作として関わっておらず、あくまで小山のオリジナル作品である。『お〜い!竜馬』と同じく階級社会の理不尽さが根底の一つに描かれている。
2015年に『AZUMI 幕末編』として舞台化。

## あらすじ
時は幕末。桜田門外の変で大老・井伊直弼を人ごみに紛れて1人の刺客が討ち取った。凄腕の刺客「あずみ」である。次第に世の中が荒れてくる中、貧しいながらも穏やかに暮らしてる家族がいた。その家族の長男の名は向駿介。彼こそ、幼いころに向家に養子に出されたあずみの双子の兄である。駿介と出会い、刺客として人を殺めることばかりを考えて生きてきたあずみは、彼の家族と交わっていくことで生き甲斐というものを見出していく。

## 登場人物

### 主人公
あずみ
本作品の主人公。豪商三井が擁する凄腕の美少女刺客。桜田門外の変で大老井伊直弼を暗殺し、前水戸藩主徳川斉昭も彼女が暗殺した。彼女も前作『あずみ』のあずみ同様、幼きころより刺客としての純粋培養で鍛え上げられて育てられ、超人的な俊敏さと武術の腕を持つ作中で最強の存在である。
顔立ちは前作とほぼ同じで髪型も同じポニーテールだが、前髪を分けている点が異なる。スタイルのいい美女だが処女であり、前作同様色仕掛けで敵を倒すことはなく、男も太刀打ちできない卓絶した武術だけで敵を倒していく。
普段は着物の上に袴を履いて大小二本差した男性の武士のような格好をしているが（男装時は女のように綺麗な顔立ちだとして小姓とよく間違われ、声を聞いて女と気づく者が多い）、その下に黒いレザーベストと紫のノースリーブの上衣に青い短パンという腕と脚が丸出しの戦闘服を着こんでおり、任務中は着物と袴を脱いでその姿で行動する。戦闘服姿では小刀は差さず、大刀のみ腰に差している。前作で使用していた双頭刃の刀や手裏剣は使用しなくなり、通常の刀と戦闘服の足具に取り付けている針と寸鉄を主な武器にしている。大勢の敵を斬り伏せる時には刀を使用し、気絶させるときは寸鉄を使用し、標的は針で額を突いて脳の中心を貫くことで苦しませずに即死させることが多い。
幼いころからの鍛錬により武術以外も刺客に必要な能力は全てが卓越している。一度見ただけで建物の構造や地理を記憶・把握して地図に書くことができ、医術や薬草の知識も豊富で背中以外の負傷は独力で治療可能であり、あらゆる毒の知識を有し毒味する癖を付けているので毒が入っているとすぐに気づく。間諜する際の演技の訓練も受けている。周囲を注意深く見聞きすることを半ば無意識に行うことができ、作中では護衛の移動の時間を計って隠し通路があることに気づいたり、敵の間諜を容易に発見したりしている。桂小五郎も驚いて「完璧な刺客」と唸った。
井伊暗殺後に双子の駿介の存在を三井から知らされる。闇の世界でしか生きられず、夢を持つことが許されない自分の代わりに駿介が陽の当たる世界で上を目指して生きてくれることを生き甲斐にするようになる。駿介とどちらが先に生まれたかは不明だが、本人は自分が姉だと言い張っている。駿介はあずみを妹と紹介するので駿介の周囲には妹として通っている。夢を託す駿介を何より大事に思っているが、自分の分身と見なす彼への接し方は遠慮がなく頻繁に蹴ったり投げ飛ばしたり関節技や締め技をかけたりする。こうした駿介との関係のために前作よりややコミカルな印象を受ける性格になっている。
刺客であることを駿介に隠しており、駿介があずみの正体を尋ねようとすると力ずくで黙らせるのがお約束になっている。駿介には自分が強い理由について「養子先の兄が武術の達人で習っていたから」と説明しており、人間離れした強さは見せないよう努めている。またあずみが凄腕の刺客であることを知る坂本竜馬や桂小五郎などには駿介に言わないでほしいと頼み込んでいる。最終的には刺客たちを斬り伏せている姿を駿介に目撃されて発覚してしまうが、駿介は妹が刺客であることを嫌がらなかったので、2人の関係はその後もあまり変わらなかった。
前作同様親しくなった者や弱い者が目の前で苦しんでいるのを見ると放っておけない優しい性格であり、それを利用しようとした滝沢や服部家の兵士たちから「そういう女」と表現される。
前作同様周りが男の子ばかりの環境の中で育ったので一人称は「俺」である。
代わりになる者など存在しえない最強刺客なので三井は彼女の願いに対してはかなりの便宜を図る。駿介が全く縁のなかった勝麟太郎の弟子になれたのも彼女が駿介に出世の道を開いてほしいと願ったからであり、また使命と関係ないのに三井の探索方に駿介や向家の動向を見張ってもらっており、何かあれば会いに行ったり駆けつけられるようにしている。駿介もあずみがなぜ自分のいる場所が分かるのか不思議に思うことがあった。
故郷は前作でもあずみが訪れていた安曇野の異人たちの血を受け継ぐ者たちの隠れ里とのことだが、前作のあずみとの関係は不明。前作のあずみは片親が異人（ハーフ）という設定で碧眼・栗毛・白い肌という外見上の特殊性を作中でよく指摘されていたが、本作品のあずみは異人との血の繋がりがどの程度か不明で、外見上の特殊性を指摘される描写もない（双子の駿介も同様）。
前作本作品共通してあずみは自身が夢を持てないために夢を持つ男性に惹かれる。本作品では新しい時代への夢を語る坂本竜馬に恋心を抱くようになり、初体験を彼との間で持ちたがっていたが、結局実現しなかった。
竜馬暗殺後、駿介の前に姿を見せなくなり消息を絶つ。明治以降の動向については不明だが、駿介の屋敷を襲撃しようと企てた元旗本の室田たちが全員額に穴を開けられた死体になって転がっていたり、散歩をしていた駿介が何者かの気配を感じるなど、近くから駿介を見守っていることが窺える描写がある。
向 駿介（むかい しゅんすけ）
もう一人の主人公という位置づけで、本作品の語り部も担っている。あずみの双子の兄だが、幼いころに体が弱かったため、刺客として厳しく育てるのは無理だということで御家人の向家の跡取りとして養子に出されていた。養子ということ自体は本人も知っていたが、どこで生まれたかや双子の妹がいることは知らず、あずみに聞かされて初めて知った。
御家人なので滝沢家などの旗本から理不尽な目に合わされる日々を送っている。当初はそれに諦観して向家代々の馬預配下のお役目を恙無く全うできればいいと考えていたが、あずみは駿介に陽の当たる世界で出世してほしいと願っており、彼女の願いを聞き届けた三井の口添えで勝麟太郎の弟子になった。それをきっかけに向上心が出てきて英語を学んで通訳として活躍するようになった。
坂本竜馬に命を救われてからは竜馬に心酔し彼の影響を受けて志士として活動するようになる。しかし剣や武術の腕は平凡であずみとは比べるべくもないので、あずみは駿介の身を案じ、命をかけるような状況に身を置かず、この時代を何が何でも生き延びるよう繰り返し言っている。しかし終盤には志士としての決意を強くし、あずみに背負投、逆エビ固め、ヘッドロック、馬乗りにされて連続ビンタを浴びせかけられても簡単には引き下がらなくなった。
あずみが強いことは兄妹喧嘩しても勝てないことから序盤から知っていたが、人間離れした強さであることを知ったのは彼が京都見廻組に捕縛された際に救出に現れたあずみが信じがたい俊敏さで大勢の隊士たちを次々と打ち倒していく光景を見た時であり、刺客であることを知ったのは西郷吉之助や大久保一蔵と同席した際に襲撃してきた幕府刺客団を彼女が一人で斬り伏せていく姿を目撃し（あずみは駿介にばれないよう覆面をしていたが、戦いの途中に取れてしまった）、後日お駒から説明を受けた時である。駿介は妹が刺客であると知って嫌がるどころか尊敬すらしていたが、駿介に命がけの行動をしてほしくないあずみは駿介が自分に憧れたり触発されるのを嫌がっている様子だった。
あずみの双子の兄だけに顔立ちはかなり端正である。またかなりの長身で、新撰組など駿介の命を狙う勢力からも特徴として「背の高い男」という認識をよくされている。
明治4年や5年段階では、明治政府の高官にまで出世しており、西郷隆盛から絶大な信頼を得ている。使用人も複数いる立派な屋敷で両親と共に暮らしているが、妻や子供は登場していないことから未婚のままと思われる。竜馬暗殺以来、姿を見せなくなったあずみのことを案じ続けている。

### 向家
向 甚平（むかい じんぺい）
30俵2人扶持の御家人。駿介の養父。馬預配下で厩や馬具の管理修理点検にあたるお役目に付いている。内職しなければ食っていかれない貧乏御家人だが、心優しい人物で駿介から尊敬されている。あずみともすぐに親しくなった。娘の志乃をめぐる旗本の滝沢家との確執で滝沢家から執拗にいじめられる。物語の途中では幕府によってあずみを誘き出すための囮として淑ともども滝沢邸の前で晒し者にされた。釈放後もお役目と家禄を召し上げられ、内職も組屋敷ごとに行うため他の御家人たちから排除されてできなくなり収入源が無くなった。滝沢家にいじめるための下働きとして雇われ、それに耐え抜く日々を送った。そのような悲惨な扱いばかり受けてきたにもかかわらず、終盤では武士の生き方を貫きたいと駿介の制止を振り切り、徳川家への忠義のため死を覚悟して上野の彰義隊に参加しようとしたが、甚平を死なせたくなかったあずみに気絶させられ阻止された。そのため明治4年5年の段階でも存命しており、駿介の成功のおかげで立派な屋敷で暮らしているが、江戸を去っていった他の幕臣たちから裏切り者扱いされて付き合いを狭くして家に籠りがちになって気の毒だと駿介が心配していた。最終話では家族での散歩中に犬を拾い向家で育てることにした。
淑（よし）
駿介の養母。甚平の妻。体が弱く志乃を難産で産んだ後2人目は無理だと医者に言われたため、駿介が養子に貰われた。病弱だが、甚平と同じく心優しい人物で駿介は養父母の愛を受けて育った。物語の途中では幕府によってあずみを誘き出すための囮として甚平ともども滝沢邸の前で晒し者にされたりもした。明治4年5年の段階でも存命しており、駿介や甚平と一緒に暮らしている。最終話では家族での散歩中に犬を拾い向家で育てることにした。
志乃（しの）
甚平と淑の娘。駿介の義理の姉。御家人の菅野宗一郎とともに寺で塾を開いている。駿介の姉を自負するあずみは当初彼女に複雑な思いであったようだが、すぐに打ち解けて親しくなった。菅野と結婚するつもりであったが、美人であることから旗本の滝沢家の長男虎彦に片思いを寄せられ、それをきっかけに滝沢家の次男欣也とその取り巻きの旗本たちによって菅野とともに拉致監禁された。菅野を痛めつけられたくなければ輪姦させるよう欣也らに強要され、最後は自害に追いやられた。その後菅野も惨殺された。向家は仇討ちのため欣也らを斬って沙汰を待たず自刃する決意を固めたが、それを恐れたあずみが向家を守るため欣也らを暗殺した。志乃の非業の最期はその後も駿介の心に重くのし掛かり、勝麟太郎や坂本竜馬などに感化されたのを経て国の有り様を変えねばならないと志士の道に進むきっかけとなる。
駿介の祖父
甚平の父。駿介の養祖父。35年に渡って向家代々の馬預かり配下のお役目を慎ましく勤めて隠居した。だいぶ高齢で呆けているが、時々呆けがなおって正気に戻る。陰茎のある部分を指差しながら「おっこり、もっこり、こりゃ、どーだや、ほい」という甚平や駿介にも受け継がれている向家の男性たちの一発芸は彼に始まるようである。あずみを志乃と間違えることが多いが、あずみを認識できている時もある。幕府によって向家があずみを誘き出す囮に使われた際には一人で組屋敷に取り残され、あずみが連れ出して保護した。自責の念に駆られて眠れなくなっていたあずみは彼に抱擁されながらようやく眠れた。後に呆けが進んで徘徊癖がひどくなり、慶応3年1月に淑が転た寝してた際に家の外に出てしまい、溝に転落して死亡。その時甚平は滝沢家で下働きとして働かされており、あずみが滝沢家と掛け合って甚平の休暇をもらった。

### 三井
お駒（おこま）
あずみの任務を補佐する面長の女性。任務のため公家言葉、京言葉を流暢に話すことができ、忍び技も身につけている。あずみから絶大な信頼を得ており、あずみの精神的な支えにもなっている。しかし、戦闘能力は低いため、足手まといになることも多い。連載終盤では結核を患っているような描写があったが、明治以降も生きていたことから、実際に結核を患っていたのかどうかは不明。明治以降はお駒もあずみの消息を把握していないと述べている。
仁吉（にきち）
あずみの任務を補佐する町人男性。服部率いる桑名藩軍にあずみやお駒とともに包囲された際、いくらあずみでも足手まといを2人も守りながら包囲網から脱出するのは無理だと判断し、あずみとお駒を逃がすための囮を買ってでて桑名藩に捕らえられ、服部正綏によって耳や腕を切り落とされた。あずみとお駒が包囲網から脱出したのを確認して自害した。
三井八郎右衛門（みつい はちろううえもん）
豪商。最強の刺客あずみを使役して時代を裏から動かす。当初は松平春嶽や大久保一翁に近しく、幕末も後期のころには薩摩藩と近しい立場にあった。

### あずみの師と一緒に育った仲間
角倉 鉄心（かどくら てっしん）
あずみを刺客として育てあげた師。あずみ、猪一、康平は「角倉先生」と呼んでいる。松平春嶽によれば武術、医学、地学あらゆる分野に精通した者だったという。あずみを含む5人の子供を刺客として育てたが、厳しすぎる訓練を課したため、刺客として完成されたのはあずみだけで他の4人は犠牲になってしまった。猪一と康平以外の2人善太と弁ノ助が具体的にどうなったか言及はないが、あずみ、猪一、康平の3人で2つの位牌を拝んでいるシーンがあるので訓練中に落命したと思われる。死の床であずみに対して、彼女が奇跡のような天分を開花させ4人の犠牲をもって余りある戦士に育ってくれたことを感謝しつつ、その力を使って使命以外の私事の感情で人を殺めないよう厳しく言いつけた。
前作の師匠の小幡月斎は周囲に強さを知られると自分の身に危険が迫るから無闇に力を見せるなと教えたが、本作品の鉄心は道義的にそれを教え、もし私事の感情で人を殺めた時は罪人に成り果てると教えていた。そのためか、前作のあずみは親しい者が理不尽に殺されると怒りや復讐心が制御できなくなって殺した集団を皆殺しにしてしまうことがしばしばあったのに対し、本作品のあずみは自制心が強めで使命と護身以外での力の行使には抑制的である。滝沢欣也らに志乃や菅野が殺された時も復讐したいと憤りつつも門倉の教えを反芻して自身の復讐心は抑え込み、駿介にも仇討ちを断念するよう再三説得にあたっている。結局向家が自刃覚悟の仇討ちを決意してしまったので向家を守るために欣也らを殺したが、あずみは教えに反して手を汚してしまったことを悩んでいた。
猪一（いいち）
あずみとともに幼いころから武術の訓練を受けて育ったが、厳しい修行の中で片目を失い、体がすくんで動けなくなってしまう発作が起きるようになったため、刺客として未完成のまま脱落した。ただ康平と違い、全く動けない身体ではないので発作が起きなければ手練である。康平以上にあずみの理解者であり、角倉の教えに反して滝沢欣也らを討つと決めた彼女に反対せず欣也らの行動を調べたり、欣也らの死体を処理するなどして協力した。三井は刺客として使えない猪一と康平のことも養い続けているが、あずみにばかり使命をやらせ、自分は何の役にも立てず、ただ飯食らいであることを気にかけており、あずみが命じられる予定だった清河八郎暗殺を志願して請け負ったが、沢木圭次郎が清河の護衛についていたことに動揺し、あずみの弟の親友を斬るわけにはいかないと圭次郎とつばぜり合いしている間に清河に斬られた。その後あずみが清河を斬って仇を取った。
康平（こうへい）
あずみとともに幼いころから武術の訓練を受けて育ったが、厳しい訓練の中で足が不自由になり、刺客としての道が閉ざされた。自分たちの分もあずみに崇高な使命を果たしていってほしいという想いが強く、滝沢欣也らの暗殺のような私事の暗殺はあずみの手が汚れるとして強く反対している。彼は最後まで死ぬことはなく、終盤には三井で商人として働いている姿が描写されている。

### 駿介の幼馴染み
沢木圭次郎（さわき けいじろう）
駿介の幼馴染の御家人。駿介や源之丞とともに滝沢欣也ら旗本に殴られ蹴られてはいじめられる日々を送る。志乃や菅野が欣也らに殺害された際には激しく憤り、駿介とともに欣也ら4人の旗本の闇討ちを狙ったが、2対4で全員を殺せる方法が思い付かず、決行に至らなかった。その後向家が闇討ちではなく自刃とお家取り潰し覚悟で欣也一人だけでも斬るという仇討ちを決意したので駿介と甚平から関わらないよう説得を受け承知したが内心では向家が討ち漏らした旗本を代わりに斬る覚悟だった。その後あずみに殺された欣也ら4人の旗本の死体を発見して驚き、向家にそれを伝えて現場に近づかないよう説得した。その後千葉道場に通うようになり、清河八郎に心酔して京都に行き彼に従っていた。清河の死後は京都見廻組に入ったが、旗本の室田らにいじめられて追われ、身分を問わない浪士集団の新撰組に惹かれてその隊士となり、そこでの倒幕派斬りの活動にやりがいを感じていたが、やがて局長近藤勇と副長土方歳三から駿介の抹殺を命じられた。苦悩しながらも駿介を斬る決意を固めたが、駿介追跡中に駿介と間違えて想いを寄せていたはなを殺してしまい失意に落ちる。その後はなの墓前で駿介と遭遇して戦闘になり、駿介の刀を叩き落として勝利するも、幼いころからの駿介との思い出が脳裏をかすめトドメを刺せず見逃した。その一部始終を先に駿介と戦って気絶させられたと思われた後輩の寿三郎に見られ、その場では誰にも言わないと言っていたものの近藤に密告され、倒幕派を見逃したとして切腹させられた。明治になった後、駿介は夜空を見上げて死んでいった幼馴染みの圭次郎と源之丞のことを思い返していた。
竹本源之丞（たけもと げんのじょう）
駿介の幼馴染の御家人。臆病な性格で怖い目や情けない目に会うと屁を漏らしてしまう体質。駿介の反応を試そうとしたあずみに蛇を押し当てられた際に屁が止まらなくなり、あずみに面白い体質と笑われた。駿介や圭次郎とともに滝沢欣也ら旗本によくいじめられているが、その時にも屁をこいてしまい旗本に「何を屁こいてやがる」と蹴られた。後に上野で彰義隊に参加して戦死した。明治になった後、駿介は夜空を見上げて死んでいった幼馴染みの源之丞と圭次郎のことを思い返していた。

### 勝麟太郎周辺
勝麟太郎（海舟）（かつ りんたろう）
身分に囚われない革新的思想を持つ幕臣。ざっくばらんな性格で一人称は「おいら」。駿介の出世を願うあずみ（三井）の手回しで駿介は出世中だった彼の弟子になる。駿介と啄平にこれからはイングリッシュの時代だと言って英語を学ばせた。軍艦操練所で旗本の滝沢欣也に甲板掃除やかま焚きをやらせたことで、そんなことは御家人や諸藩下士がやること、成り上がり者の勝めと滝沢家の恨みを買う。直心影流の免許皆伝だが、斬り合いをしているシーンはない。つぶてを持ち歩いており、襲撃を受けたときにはそれを投げつけて危難を逃れている。
段 啄平（だん たくへい）
勝の弟子。非常に小柄だが学問に熱心で勝の辞典的存在として勝から信頼を寄せられている。あずみは駿介が啄平ほど勝から信頼されていないのではと心配していた。剣や武術の腕は皆無に近く、襲撃を受けたときには駿介以上に役に立たなかった。真帆に片思いを寄せており、駿介と真帆の関係を知った後も諦めなかった。
真帆（まほ）
勝麟太郎が向駿介と段啄平に英会話を学ばせるために、教師として選んだ美女。麟太郎の愛人の1人。横浜貿易商の娘だったが、異人たちとねんごろになり過ぎたという噂が広がったため、周囲からの誹謗中傷の嵐にさらされ、親元を勘当された。叔父のもとにいたところ、英語を話せる人を探していた麟太郎と出会う。教師をしているうちに駿介と恋に落ち、逢瀬を重ねる関係になった。しかし駿介が勝のお供で京へ行くことになった際に別れることになった。あずみは彼女と会って話をしたことはないが（勝や彼女や駿介が乗る屋形船が刺客団に襲撃された時あずみが覆面をして乗り込んで刺客たちを斬り伏せたことがあり、その時に目撃はしている）、駿介が色ボケして顔に締りがなくなったことや、駿介の帰りが遅くなって甚平や淑に心配をかけていたことから、彼女にあまりいい印象がなかったようで、2人が別れることになった際には嬉しそうだった。

### 服部家・桑名藩
服部半蔵正綏（はっとり はんぞう まさやす）
伝説の忍の服部半蔵の子孫で、桑名藩で代々家老職を世襲する服部家の前当主。息子の服部半蔵正義に家督と家老職を譲って、自身は孤児たちを山奥に集め、服部一族の武術を継承させるべく特訓し、兵士を育てている。その兵士たちを次々とあずみ抹殺の刺客として送り込む。冷酷非情な性格で、訓練中に足を折って兵士になれない体になった子供の命を絶つよう命じ、また、幼い子供に爆弾を持たせ自爆させてあずみを殺そうとするなど、目的のためには手段を選ばない。正綏自身の戦闘能力はそこまで高くは無いようで、あずみに一対一で戦わざるを得ない状況に持ち込まれて戦うも、刀を抜いた瞬間にあずみに右腕を斬り飛ばされ、間髪入れず膝を付かされて額を針で突かれてあっけなく死亡した。ただしあずみは作中最強のキャラであり、あずみ以外の者とは戦うシーンがないので全体としてどのぐらいの強さにあったのかは不明。なお前作にも先祖の服部半蔵正重が登場しているが、彼も強さはそれなりという程度であずみとは比べるべくもなかった。
服部半蔵正義（はっとり はんぞう まさよし）
桑名藩の藩政を実質的に掌握している桑名藩家老。正綏の息子で父から早くに家督と家老職を譲られた。自信家で、父同様冷酷非情な性格であり、勤王倒幕派であるという疑いをもった部下の藩士は容赦なく処刑・惨殺させ、また訓練中に足を折って服部家の兵士になれる見込みが無くなった子供を殺害した。父とともにあずみの命を狙っているが、彼も自身の戦闘力はさほど高くないようで部下の藩士たちにはあずみに畏れず斬りかかるよう命じる一方、自身はあずみに剣を突き付けられた時、怯えた様子になっていた。第二次長州征伐以降はもはやあずみを追い回している余裕はないとあずみ抹殺から手を引き、以降は父の正綏だけであずみを狙っていた。その後は登場がなく動向は不明だが、史実では明治まで生きている。
猪と長平（いの、ちょうへい）
幼いころから服部一族の兵士として鍛え上げられた孤児の青年たち。猪は刃物のトンファーのような武器、長平は普通の刀を得物にしている。桑名から上京する途中、凄まじい速さで十数名の手練れ浪士集団を一瞬にして全員斬り捨てた。のろまで弱すぎると驚いていたが、服部正綏は「彼らが弱いのではなくお前たちが強すぎるだけだ」と教えていた。その後、服部の命令で西郷隆盛の暗殺を狙い、西郷の護衛に付いていたあずみと戦う。あずみは刀を持ってなかったが、寸鉄と体術だけで2人を倒して足の骨を折って戦闘不能にした。「敵に捕まる前に自決せよ。自決を恐れて逃げようとしても生き延びる道はない」という服部一族の教えに従い、長平は死ぬのを嫌がった猪を刺した後に自決。これ以降あずみは服部家と桑名藩に命を狙われることになる。
孝太と茂一（こうた、もいち）
幼いころから服部一族の兵士として鍛え上げられた孤児の青年たち。水中戦に長け、服部正綏は「河童顔負け」と評している。孝太はボーガン、茂一は二刀を武器にする。あずみに水中戦で挑んだが、あずみは水中でも俊敏で二人とも返り討ちにされた。猪と長平に続き、孝太と茂一まで倒され、服部正綏は自分が鍛え上げた兵士たちより明らかにあずみの方が強さが上だと驚愕し、取り乱しながら師の名を教えろとあずみに尋ねていた。
ちこ
服部一族の兵士として育てられた孤児の少女。あずみ暗殺に向かった仲間の長平、猪、孝太、茂一がすべて返り討ちに遭ったため、復讐すべくあずみに近づく。幼いころから苦楽を共にしてきた長平たちとは肉体関係もあったようで、その時のことを思い出して自慰をしているような描写もある。当初は親に売り飛ばされた娘を装い、あずみに助けられる形で近づき寝食の世話になるも、食事の際にあずみと同じく毒を確認するような食べ方をしたことで正体がばれ、同じ布団に入った際に取り押さえられ失敗する。しかし、それでも復讐は諦めておらず、後に半蔵たちの包囲網を抜けて隠れているあずみのいる小屋に仲間2人と共に襲撃をかけるも、まとめて倒された。しかし、あずみは女でありながら自分と同じような境遇で育ったちこに対して情が移っていたようで、ちこを殺したことに対して強いショックを受けていた。

### 幕府
一橋慶喜（ひとつばし よしのぶ）
将軍後見職。後の15代将軍。父徳川斉昭を暗殺したあずみの抹殺を狙い、出羽守に刺客を送らせる。
出羽守（でわのかみ）
慶喜の側近の幕府重臣。剣豪好きで慶喜の意を汲んで雇っている剣豪たちを続々とあずみ暗殺に差し向ける。奇病を患っており、定期的に発作を起こす。慶喜の前でも発作を起こして「難儀よの。だがもう慣れたわ」と言われた。
豪次（ごうじ）
出羽守が雇っている大柄で短気な剣客。出羽守の剣客たちの中で最初にあずみの居場所を突き止め、あずみ抹殺の手柄の抜け駆けを狙った。当時あずみは幕府に向家を人質に取られて自責の念で不眠症になり食事も喉を通らずフラフラになっており、しかもお風呂で駿介の祖父の背中を洗っていて丸腰という絶好のチャンスのもとであずみと対決することになった。しかしあずみはその状態でも彼より強く、彼の剣を風呂桶で防ぎ、お駒が彼の股下から刀をあずみに送ると一瞬で彼を斬り倒した。彼に付き従っていた偵察組の町人男性もあずみに拳銃を向けたため一緒に斬り伏せられた。
丈四郎（じょうしろう）たち5人の剣客
出羽守が雇っている剣客たち。豪次が抜け駆けして返り討ちにあったことを知った出羽守は丈四郎ら残る5人の剣客に全員で一斉にあずみと戦うことを命じ、誰があずみを斬ろうと手柄は一律で全員に対して見廻組幹部の手当を与えるとした。5人は向家の組屋敷前であずみと対峙したが、あずみは甚平たちを巻き込まないよう少しの距離逃げて彼らを向家から引き離した後、踵を返し一瞬で5人とも斬り伏せて去っていった。丈四郎含め斬られた剣客たちの中には貧困に苦しむ家族に楽をさせてやるために参加している者たちもいた。
佐々木只三郎（ささき たださぶろう）
京都見廻組の組長。あずみが暗殺した清河八郎を自分が暗殺したと報告して組長となった。後に駿介を倒幕派として捕らえさせ、あずみを誘き出す囮にしようとした。その際のあずみとの交渉で、あずみを斬るチャンスだと思って、斬りかかろうとしたが、あずみに読まれて手首を痛めるからやめた方がいいと忠告され、怖じ気づいて止めた。終盤では壮太に依頼して坂本竜馬を暗殺した。
室田（むろた）たち旗本3人組
京都見廻組に所属する3人の旗本。リーダー格の名前は室田。性格は3人とも醜悪そのもので、酒と女遊びの毎日を過ごし、圭次郎や駿介ら御家人を奴隷のごとく扱っていじめ抜き、駿介が倒幕派として見廻組に捕縛された際には嬉々として拷問を行った。
明治4年時には3人とも落ちぶれ、橋の下の掘っ立て小屋で一緒に暮らすホームレスの乞食に成り果てている。御家人だった駿介が明治政府高官になって豪邸で暮らしていることを知ると嫉妬して向邸襲撃を企てたが、その夜には3人とも掘っ立て小屋の中で額に穴が空いた死体となって転がっていた。あずみの姿が直接的に描写されているわけではないが、明治以降も向家を見守り続けている彼女が向家の危機を察知し3人の額を針で突いて暗殺して向家を守ったことを想像させるシーンとなっている。

### 壮太周辺
壮太（そうた）
雇っていた剣客集団をあずみに全滅させられた出羽守が新たに雇ったあずみを狙う刺客で、二刀流の使い手。水戸藩領出身で茨城弁で話すのが特徴。武士ではなく百姓だが、盲目の妹きよを守るために幼いころから山奥で鍛練に明け暮れ、あずみ級の俊敏さを手に入れた。唯一の肉親であった妹を暴漢に襲われて失い、自暴自棄になって暴漢たちを皆殺しにした。このことで村にはいられなくなり、幼馴染の富次と共に村を出て京へ逃れていたところを出羽守に雇われた。多くの剣豪を見てきた出羽守もこれほど速い者は見たことがないと驚愕した。凄腕であることから慶喜の指示であずみ抹殺以外の使命にも使われることになり、出羽守が飼っていることは隠された。最初の任務で親薩摩派の公卿九衛正煕を警護に付いていた示現流の薩摩藩士たちもろとも抹殺した。その後あずみと遭遇して対峙。作中であずみと互角以上に渡り合った唯一の人物であり、最初の対戦ではほぼ同じ剣速でもって二刀で攻めてくる壮太に一刀のあずみが対応できず、あずみに逃走の判断をさせた。足はあずみの方がやや早かったため取り逃がしたが、あずみにとっては初めての敗北となった。その後見廻組の依頼で坂本竜馬を暗殺した。あずみは師の角倉から4人の犠牲を出しても余りある奇跡の戦士に彼女が育ってくれたと告げられていたが、本当に自分がそれほどの域に達しているのか知るためには逃げたままでいるわけにはいかないと壮太と決着を付けることを決意。彼とあずみの再戦が作中最後の戦いとなる。あずみはまず一刀を奪うことに集中する戦略で望み、壮太の二刀の猛攻をかわしながらタイミングを図り、ついに壮太の左腕を斬りつけて一本の刀を落とさせた。壮太は残された右手の一刀でなお戦おうとしたが、その後はすぐにあずみに右腕と胸も斬られて敗北した。しかし今まで戦った中で最強の相手であったと互いが相手の実力を褒め称えあった後、あずみに止めを刺されて死亡した。
富次（とみじ）
壮太の幼馴染で親友。壮太と同じく水戸藩の百姓。足が悪く、まともに働くことが出来ない。壮太と共に村を出る。とある遊女に惚れこみ、逃げる手助けをしようとするも、裏切られ店の者たちに殺される。富次を殺した者たちは壮太の怒りを買って超人的な速業により全員一瞬にして切り刻まれて殺された。
きよ
壮太の盲目の妹。壮太は彼女を守るために百姓でありながら幼いころから山奥で猛特訓の修行に明け暮れた。渡世人風の5人に山奥に連れて行かれて輪姦された後、帰れなくなって崖から転落して死亡。見ていた者から輪姦した5人を知らされた壮太は一瞬にして5人とも切り刻んで殺害。壮太と富次は水戸藩の役人に捕まる前に水戸藩領を出て京都へ逃れることになった。
なみ
出羽守に雇われた後、立派な屋敷で暮らせるようになった壮太と富次の炊事役として付けられた京の女性。富次に惚れられ、それに気づいた壮太が性交してやってほしいと彼女にお願いしたが、断られた。その後田舎者呼ばわりされて怒った壮太は彼女の身体を押さえつけ、富次に強姦をすすめたが、富次は怒って壮太を殴った。

### 滝沢家
滝沢（たきざわ）
500石の旗本。虎彦と欣也の父。身分制度を絶対視し、身分をないがしろにする成り上がり者の勝麟太郎を嫌悪する。志乃を巡る確執以来、向家を執拗にいじめる。幕府があずみを誘き出す囮として向家を捕えた際には向夫妻を預かって自邸前で晒し者にし、あずみが救出に現れたら向夫妻もろとも撃ち殺すよう鉄砲隊を待ち構えさせた。向の倅の妹が刺客と知って向夫妻がその妹に頼んで欣也を殺したに違いないと確信し、妻とともに人質の向夫妻をいたぶるとともに「欣也の憎き仇」とあずみに復讐心を燃やした。あずみは悩みながらも結局甚平らの救出は諦めたが、その後滝沢が第一次長州征伐への出陣を命じられたため甚平らを解放するしかなくなり、欣也の仇は出羽守様の剣客たちが取ってくれるはずだと期待していた。その後は登場も言及もなく末路は不明。
滝沢の妻
肥満体型の中年女性。夫の滝沢や次男の欣也同様横柄な人物。長男の虎彦が志乃を妻にしたいと言い出した時には卑しい御家人の娘など嫁にするわけにはいかないと反対した。向夫妻が滝沢邸前で晒し者にされた時や、向甚平が滝沢家で使用人として働いていた時には徹底的にいじめ抜いた。あずみが甚平の父の死で甚平の休暇をもらいに滝沢家に現れた際には斬り込みに来たと勘違いし、殺してやりたいのはこちらだと欣也の復讐心を露にした。
滝沢 欣也（たきざわ きんや）
滝沢の次男で1000石取りの旗本坪内家の婿養子に入ることが予定されていた。3人の旗本仲間とつるんでいることが多い。兄虎彦より胆力はあるが、性格は外道そのもので、事あるごとに駿介や甚平ら御家人に因縁を付けて暴行を加え、駿介の姉志乃を輪姦しようと志乃とその婚約者の菅野宗一郎を拉致監禁して志乃を自害に追いやり、菅野をなます斬りにした。駿介ら向家は欣也らを斬って仇を討った後沙汰を待たず自刃する覚悟を決めたが、あずみは向家を守るため自分が欣也らを暗殺することを決意。反省もなく遊び歩く欣也ら旗本4人の前に立ちふさがったあずみは、抜刀した4人に囲まれたが、素手で一瞬にして3人から脇差を奪い取って心臓一突きで殺害、それを見た欣也はあずみの強さに恐怖して命乞いしたが、受け入れられず叫び声をあげながら斬りかかるも素手で簡単に刀を払われて脇差を奪われ心臓一突で殺害された。相手の脇差を奪い取って正面から心臓一突という凄腕の暗殺方法だったため、向家に疑いがかかることはなかった。しかし、あずみの能力は使命以外の私事に使ってはならないことになっていたのであずみは手を汚してしまったと思い悩んでいた。
滝沢 虎彦（たきざわ とらひこ）
滝沢の長男。文武共にダメな小心者で、父の滝沢も欣也が長男であってくれたならと嘆いている。道場の外で稽古に耐え切れず泣いていたところ手拭いを拾ってくれた志乃に微笑みかけられて以来、彼女に片想いを寄せるようになった。志乃は身分の違いが畏れ多くて自分との縁組を断っているだけで本当は自分のことが好きなのだと思い込んでおり「志乃様は虎彦様が嫌いなんだ」という町人の下女の噂話を聞いた時には発狂し下女を無礼討ちにして殺害した。弟の欣也らが志乃を監禁して自害に追い込んだ現場にも居合わせたが、死体を発見した駿介らは虎彦がいたことには気づかなかったようで、駿介、圭次郎、甚平いずれも彼を仇討ちの対象にはしておらず、結果彼はあずみに殺されずにすんだ。その後は登場も言及もなく末路は不明。

### 土佐藩
坂本 竜馬（さかもと りょうま）
土佐藩出身の郷士で、北辰一刀流の免許皆伝の腕前を持つ。駿介の命を救って以来駿介に深く尊敬されており、駿介は彼の影響を受けて志士になり、彼の活動を補佐しているうちに倒幕派と見なされて見廻組や新撰組に狙われるようになった。後にあずみから恋心を寄せられるようになり、あずみは初体験を彼との間で持ちたがっていた。超人的な存在であるあずみと壮太を除けば、作中でもかなり強い存在であり、鏡心明智流を名乗る腕自慢の上士が主命に逆らう者は斬ると抜刀してきた時も、相当の剣豪である胆ちゃんの襲撃を受けた際も相手を殺すことなく簡単に退けている。しかし後に壮太によって暗殺された。
岡田以蔵（おかだ いぞう）
土佐藩出身の郷士で、人斬り以蔵の異名を取る刺客。坂本竜馬の幼馴染み。あずみははじめ勝麟太郎と一緒にいる駿介が彼に斬られるのではないかと心配していたが、竜馬の頼みで勝（と駿介）の護衛をするようになってからあずみと親しくなり、あずみの可愛さに惹かれてあずみに想いを寄せるようになった。

### 長州藩
桂 小五郎（木戸孝允）（かつら こごろう）
長州藩士。あずみは初め間諜のために彼に近づいたが、後に親しくなり、見廻組に捕らえられた駿介の救出に協力したり、駿介に隠れ家を提供したりした。あずみもお礼に彼の頼みを聞き届けて征長軍参謀篠田源太郎の暗殺を請け負った。あずみが篠田を討ったとの報告を受けた時には「さすがだ、あずみ」と飛び上がって喜んだが、彼女が服部父子の罠にかかって負傷したことを知らされた。あずみの居場所が分からず救出を断念し、そのことを気に病み、彼女が帰還した後には長州はあずみのおかげで救われたと土下座の感謝と謝罪をして、あずみに恐縮されていた。かなりの剣の達人であり、駿介救出の際には多数の見廻組隊士を峰打ちで打ち倒している。また変装の名人だが、あずみには見抜かれている。「なぜ僕が分かった？」との問にあずみは「目が桂さんだから」と答えている。
高杉晋作（たかすぎ しんさく）
長州藩士。飄々とした人物で顔が細長いことをよくジョークのネタにしている。池谷新平と仲がよく、あずみは彼を通じて新平と知り合った。新平が死んだことを知ると遺体を引き取って新平の祖父と妹に新平の遺骨を手渡した。新平に早く士分取り立ての手柄を挙げさせてやりたくて宍戸たちの計画への参加をけしかけてしまったとあずみに自責の念をもらしていた。あずみは何も答えなかったが、心の中で自分が斬り込みにいったせいだという自責の念をもらしていた。
池谷 新平（いけたに しんぺい）
長州藩邸で働く元武士。新式銃の扱いがうまく二十五間先の三寸の的を射止める自信があると述べる。あずみが長州藩邸に潜り込んでいた時に高杉晋作を通じて知り合い、親しくなった。祖父は仕えていた藩を追われて浪人し、父は武士身分を捨てて竹細工職人になっていたが、祖父は新平に士分を取り戻して欲しがっており、その期待に応えるべく長州藩邸で働き、同藩藩士への取り立てを受けるのを夢見ていた。あずみは彼の上を目指す生き方に駿介を被せていた。桂らは反対していたが、高杉の薦めもあって尊皇攘夷運動に名を上げるべく水戸脱藩浪人宍戸らの計画に参加。新平がいると知らず宍戸らを斬りにきたあずみは動揺し、新平も思わずあずみに反応してしまったことで2人が知り合いだと分かり、あずみを招き入れた間諜と誤解されて宍戸に斬られてしまった。あずみは急いで宍戸らを斬り伏せ、新平に駆け寄ったが、すでに手遅れで、あずみに抱かれながら絶命した。あずみは自分のせいで新平が死んでしまったと後悔していた。

### 薩摩藩
西郷 吉之助（西郷隆盛）（さいごう きちのすけ）
薩摩藩士。服部家が放った刺客（猪と長平）に襲撃された際にあずみに命を救われて以来凄腕のあずみを薩摩藩で召し抱えたがっているが、断られている。幕閣が放ったお面を付けた手練れ刺客集団に襲われた際もあずみが刺客を全員斬り伏せて西郷を守った。三井と薩摩が近しくなっていたので、あずみや駿介も薩摩藩に匿われることがあった。明治以降は駿介の才に目をつけ、彼を重用している。
大久保 一蔵（大久保利通）（おおくぼ いちぞう）
薩摩藩士。幕府が放ったお面の手練れ刺客集団に襲われた際に西郷と一緒におり、あずみが刺客集団を全員斬り伏せてくれたおかげで命を救われた。あずみを欲しがる西郷から口説き落とすよう要求され、あずみにプロポーズしたが、相手にされなかったらしく、西郷にあずみが欲しいなら新撰組に狙われている駿介を薩摩藩で匿った方がいいと答えた。大政奉還時には坂本竜馬の動きを危険視し、岩倉具視とともに駿介や向家、お駒の身の安全と引き換えにあずみに竜馬暗殺を強要した。あずみはしばらく悩んでいたが、結局その前に見廻組が壮太に依頼して竜馬を暗殺したため、あずみが竜馬を手にかけることはなかった。

### 標的
井伊直弼（いい なおすけ）
江戸幕府大老。作中でのあずみの最初の標的。大量弾圧を行う強権的独裁者であることを三井に警戒され、あずみが暗殺に差し向けられた。三井が事前に掴んでいた桜田門外での水戸脱藩浪士たちの襲撃に合わせて、あずみが斬り込み、駕籠の周りの護衛らをすべて斬り伏せて井伊の駕籠を開けて井伊の喉笛を一突にして殺害し駕籠を閉じて撤収していった。その後有村次左衛門が駕籠を刺し、すでに死んでいた井伊の体を引きずり出して首をとった。
徳川斉昭（とくがわ なりあき）
前水戸藩主。あずみの2人目の標的。異人襲撃を繰り返す強硬な攘夷論者であることを三井に危険視され、あずみが暗殺に差し向けられた。同時期井伊暗殺の黒幕として斉昭を恨んでいた彦根藩からも刺客団が送り込まれたが失敗し、斉昭は捕らえた彦根藩の刺客たちを残虐にいたぶった後首を刎ねさせた。六十を過ぎた今も無類の好色家で、あずみは土御門家の姫知子と名乗って斉昭の偕楽園に招かれて潜入した。夜に厠に行っていたところ、あずみに回りにいた大勢の護衛を全員気絶させられ、慌てて厠から出たところであずみと顔を合わせ「知子」の名を最後まで口にする間もなく額を針で突かれて死亡した。
宍戸 魁（ししど かい）
水戸藩の脱藩浪士。強面の大男。イギリス公使の暗殺を目論み、それを阻止すべく松平春嶽の内意を受けた三井があずみを暗殺に差し向けた。彼自身はあっさりあずみに斬り捨てられたが、あずみと親しかった池谷新平が彼に間諜と間違えられて斬られてしまい、あずみはそのことで自責の念を感じていた。
清河八郎（きよかわ はちろう）
浪士組の指導者。圭次郎が心酔していた人物。松平春嶽の内意を受けた三井が清河八郎の暗殺を決定したとき、猪一が志願して斬りにいったが、清河に返り討ちにされた。猪一の仇を討つためにも清河を自分で討つことにしたあずみは、清河を騙し討ちにしようとしていた佐々木只三郎を気絶させるとともに、清河に勝負を申し込んだ。清河は北辰一刀流の免許皆伝の剣豪であったが、あずみの敵ではなく、一瞬で喉と後ろ首を斬られて絶命した。佐々木たちの騙し討ち計画が成功したかのような切り口になっており、あずみは意識を取り戻して駆けつけてきた佐々木たちに手柄を譲って去っていった。
聖覚院 慈行（せいがくいん じこう）
京都の聖覚院を支配する高僧。仏顔の男で側に細面男と怪力男の2人の僧を従えている。天皇や朝廷の公卿に攘夷を扇動していることを三井に警戒され、あずみが暗殺に差し向けられた。慈行に思われた仏顔は影武者であり側に控える細面が本物の慈行で、それに気づいたお駒は捕らえられたが、万ちゃんを通じてあずみに伝えることに成功し、あずみは仏顔と怪力男は気絶させて細面だけ額を針で突いて殺害した。
篠田 源太郎（しのだ げんたろう）
会津藩主松平容保の公用方。征長軍参謀。長州の絶滅を主張する過激な男で、長州征伐に乗り気ではない総督徳川慶勝を押し切るほど我が強い。横暴な大酒のみで女漁りを好む。駿介の救出に力を借りた桂小五郎の依頼であずみが暗殺を請け負った。服部父子はあずみが篠田を狙っていることに気づいたが、あずみをおびき寄せるための餌にするため放っておかれ、有馬温泉で豪遊をしていたところをあずみに護衛たちを気絶させられた後、額を針で突かれて死亡した。

### その他
菅野 宗一郎（すがの そういちろう）
志乃とともにお寺で塾を開いている御家人。向家よりさらに貧しい15俵1人半扶持の極貧御家人の長男だが、好青年であり、志乃と相思相愛になる。志乃に苦労をかけさせずに結婚するため5人扶持が支給される測量御用手伝いを目指し、登用試験に合格していよいよ志乃と結婚しようという矢先に滝沢欣也ら旗本たちによって志乃とともに拉致監禁された。吊るされて木刀で散々に殴りつけられ、志乃への脅迫材料にされた。芝居をうって吊るされた状態からは脱したものの、志乃が自害に追いやられたことに怒り、欣也ら4人の旗本と斬り合いになり、囲まれて四方からメッタ斬りにされて殺害された。
谷 典膳（たに てんぜん）
水戸藩随一の剣豪。徳川斉昭の護衛をしていたが、斉昭から目を離していた間にあずみに斉昭を討たれて藩を去ることになった。その後は京都で水戸脱藩浪人宍戸らと行動を共にしていたが、宍戸らの暗殺を指示されたあずみが斬りに現れた際にあずみと戦うことになり、あずみの常人離れした俊敏さに驚き、自分が目を離していたために斉昭を討たれたのではなく、いたところで結果は同じだったと悟った後、あずみに斬られて死亡した。
新座 胆蔵（しんざ たんぞう）
聖覚院に雇われた刺客。万六と行動を共にし「胆ちゃん」と呼ばれている。大食漢の肥満体型だが、聖覚院に来る前に名だたる手練を3人も斬ったといい、慈行の命令で腕自慢の浪人と立ち会った時も一太刀で斬り伏せるなどかなり強い剣豪である。慈行の命令で坂本龍馬を暗殺しようとしたが、投げ飛ばされて失敗し、慈行の不興を被って聖覚院内に投獄された。同じく投獄されていたお駒の制止を聞かず出された握り飯を食べて毒殺された。
万六（まんろく）
胆ちゃんと行動を共にする知的障害者で「万ちゃん」と呼ばれている。坂本龍馬暗殺失敗後、胆ちゃんと一緒に聖覚院内で投獄された。お駒の機転で外へ搬出されるよう死んだ降りをし、また本当の慈行をあずみに伝えるよう託され、そのおかげであずみは本当の慈行を討つことができた。その後三井で保護されていたが、抜け出して胆ちゃんを探しに一人で旅立ってしまい、あずみは万ちゃんが一人で生きていくのは無理だと心配していた。
茂吉（もきち）
あずみが服部父子の罠にはまって足を撃たれて負傷した際、あずみの美しさに一目惚れして匿い、看病を行った竹細工職人。服部父子率いる桑名藩軍があずみの捜索に現れた際も命がけの囮をしたり嘘の証言をしてあずみが捕まらないよう尽力した。その後あずみに感謝の抱擁をされて理性が保てなくなり、お礼に性交させてくれとあずみに飛びかかったが、あずみに謝られながら体を押さえつけられて動けなくされた。お礼をしないことに心苦しくなったあずみは、路金を残さねばならないところお金を全部置いて茂吉の家を立ち去った。茂吉は美女と一緒に暮らせる夢の日々が終わってしまったことを残念がっていた。
はな
舞妓で、駿介と圭次郎から好意を持たれていた。駿介のところへ家事の手伝いに通っていたため、あずみとも親しくなる。抹殺の命で駿介を襲撃する圭次郎から駿介を逃がす手助けをするが、駿介と間違われて圭次郎に刺され命を落とす。

## 書籍情報
1. 2009年6月30日発売、ISBN 978-4-09-182519-3
2. 2009年9月30日発売、ISBN 978-4-09-182622-0
3. 2009年12月26日発売、ISBN 978-4-09-182788-3
4. 2010年3月30日発売、ISBN 978-4-09-183092-0
5. 2010年7月30日発売、ISBN 978-4-09-183355-6
6. 2010年10月29日発売、ISBN 978-4-09-183507-9
7. 2011年1月28日発売、ISBN 978-4-09-183630-4
8. 2011年5月30日発売、ISBN 978-4-09-183829-2
9. 2011年9月30日発売、ISBN 978-4-09-184070-7
10. 2012年1月30日発売、ISBN 978-4-09-184247-3
11. 2012年4月27日発売、ISBN 978-4-09-184458-3
12. 2012年7月30日発売、ISBN 978-4-09-184625-9
13. 2012年12月27日発売、ISBN 978-4-09-184797-3
14. 2013年3月29日発売、ISBN 978-4-09-185044-7
15. 2013年6月28日発売、ISBN 978-4-09-185259-5
16. 2013年9月30日発売、ISBN 978-4-09-185418-6
17. 2013年12月27日発売、ISBN 978-4-09-185707-1
18. 2014年4月30日発売、ISBN 978-4-09-186168-9

## 舞台
- あずみシリーズ全体の舞台作品については「あずみ#舞台」を参照。

### AZUMI 幕末編
- 公演日：2015年9月11日 - 24日
- 会場：新国立劇場中劇場
- 構成・演出：岡村俊一
- 脚本：チーム渡辺（渡辺和徳 他）
- 出演：川栄李奈（あずみ）、浅香航大（坂本龍馬）、渡部秀（駿介）、久保田秀敏（圭次郎）、早乙女友貴（壮太）、町田慎吾、佐藤祐基、岡本あずさ、細貝圭
- 企画・制作：アール・ユー・ピー[5]